# Reinhold Eckardt
Pour les articles homonymes, voir Eckardt.
Reinhold Eckardt, né le 26 mars 1918 à Bamberg et mort en Belgique le 30 juillet 1942, était un pilote de la chasse de nuit allemande dans la Luftwaffe pendant la Seconde Guerre mondiale. 
Il a commencé sa carrière aérienne dans la 2e escadrille du 76e escadron de chasseurs lourds pour continuer dans la chasse de nuit de la flotte aérienne du Troisième Reich. Au cours de sa carrière militaire, il a été décoré de la Croix de chevalier de la croix de fer, troisième grade de la Croix de fer.

## Biographie

### Jeunesse
Reinhold Eckardt voit le jour à la fin de la Grande Guerre dans le Royaume de Bavière, qui fait partie de l’Empire allemand. La fin de la Première Guerre mondiale apporte les turbulences post-conflit où l'Allemagne, défaite et humiliée par le Traité de Versailles, connaît une période de crise économique, sociale et politique.
Le contexte familial d’Eckardt, ou son parcours scolaire ne sont pas fortement documentés et souffrent de sources fiables accessibles. Les informations sur l'enfance et la jeunesse d'Eckardt sont similairement lacunaires. Les sources se concentrent essentiellement sur sa carrière militaire et ne mentionnent que brièvement sa naissance et son lieu d'origine.
Cependant, quelques conclusions générales de l’époque peuvent être extraites.
Il est probable qu'il grandit dans une famille de la classe moyenne (qui donne l’accès à l’éducation), mais les détails sur sa famille (notamment sa composition) et son éducation (primaire ou secondaire) restent non sourcé.
C’est dans les vives tensions et le ressentiment envers les puissances alliées, palpable au cours des années qui suivent le conflit, dans le climat sociétal et financier instable, que l'idéologie nationale-socialiste monte en puissance, aux promesses de restaurer la grandeur de l'Allemagne et de redresser le pays.
Comme beaucoup de jeunes Allemands de cette époque, Eckardt est probablement embrigadé dans les Jeunesses hitlériennes qui vise à endoctriner la jeunesse allemande et à préparer les futurs soldats du Reich. Cette expérience joue sans doute un rôle dans son engagement ultérieur dans la Luftwaffe.

### Seconde Guerre mondiale
Après avoir suivi une formation de pilote, Eckardt est affecté à la 2e escadrille du 76e escadron de chasseurs lourds (en allemand : 2./Zerstörergeschwader 76) de la Luftwaffe. Il pilote alors le Messerschmitt Bf 110, un chasseur lourd bimoteur.
Pendant la Bataille d'Angleterre, et affecté en Norvège à Trondheim, il revendique ses premières victoires lors de missions d’accompagnements.

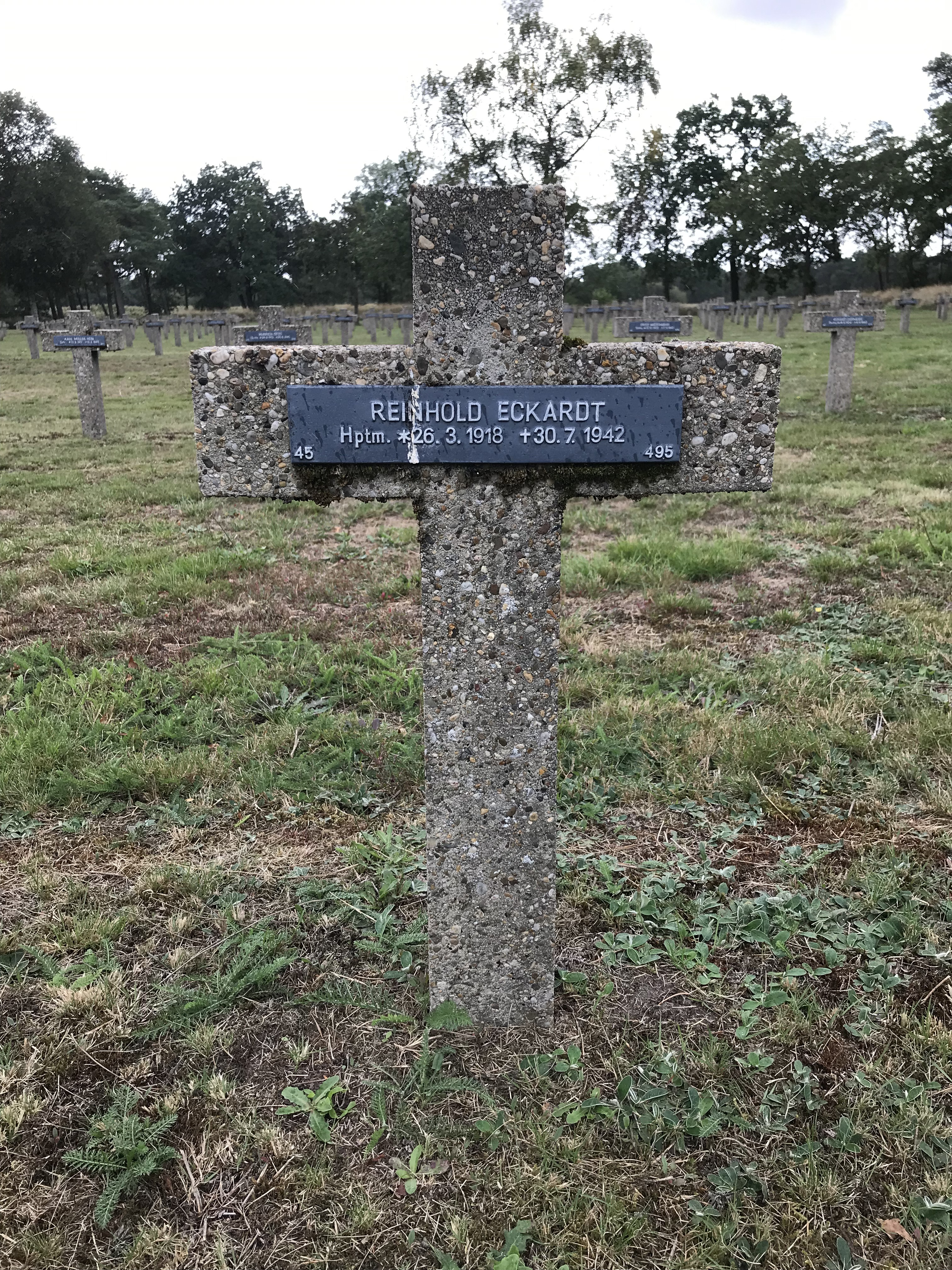
La tombe de Reinhold Eckardt dans le cimetière de Lommel.

Ses premiers faits d'armes ont lieu au-dessus du Danemark, où il abat un avion de type Lockheed Hudson. Ensuite, il revendique deux victoires supplémentaires contre des chasseurs ennemis. Un épisode marquant de cette période est qu’il escorte son ailier, l'Oberfeldwebel Neureiter, sur 650 kilomètres jusqu'à Trondheim, après que l'avion de ce dernier est touché à un moteur. 
Vers la fin de l'année 1940, Eckardt est transféré à la 6e escadrille du 1er escadron de chasse de nuit (en allemand : 6./Nachtjagdgeschwader 1), avec comme commandant l'Oberleutnant Helmut Lent. C'est dans cette unité qu'il se distingue comme pilote de chasse nocturne. Le 9 janvier 1941, il remporta la première victoire aérienne de son escadrille en abattant un bombardier Armstrong Whitworth Whitley de la Royal Air Force (RAF) près de la frontière germano-néerlandaise.  
Les succès d’Eckardt s'accumulent rapidement. Dans la nuit du 27 au 28 juin 1941, il abat quatre bombardiers lourds lors d'une seule mission. Au total, Eckardt est crédité de 22 victoires aériennes, 3 de jour et 19 de nuit,,. En reconnaissance de ses exploits, Reinhold Eckardt est décoré de la Croix de chevalier de la Croix de fer, l'une des plus hautes distinctions militaires allemandes de l'époque.
Sa carrière de pilote s’interrompt lorsque, abattu, la voile de son parachute se trouve coincée dans son appareil. C’est dans la région de Melsbroek qu’il se crache, et meurt le 30 juillet 1942. Il est enterré dans le cimetière militaire allemand de Lommel, et la carcasse de son appareil, retrouvée en 1997, est exposée à Erembodegem.   

## Récompenses et distinctions

### Décorations
- Croix de chevalier de la croix de fer le 30 août 1941 en tant qu'oberleutnant et adjudant de la 2./Nachtjagdgeschwader 1[8],[9],
- Croix allemande en or le 21 août 1942 comme oberleutnant dans la 7./Nachtjagdgeschwader 3[10],
- Croix de fer 1re classe[2],
- Croix de fer 2e classe[2],
- Insigne de pilote d'avion[2].